# Ямасита, Ёсукэ
Ёсукэ Ямасита (яп. 山下 洋輔 Ямасита Ё:сукэ, род. 26 февраля 1942, Токио, Япония) — японский джазовый пианист, композитор и писатель, получивший прозвище «джазовый камикадзе». За свою карьеру издал более 40 альбомов, а также несколько книг.
До того, как начать заниматься музыкой профессионально, Ямасита играл на скрипке и фортепиано. В возрасте 17 лет он впервые выступил на сцене в диксиленде своего старшего брата. В 1962—1967 годах он учился в токийском колледже и играл с саксофонистом Садао Ватанабэ. В первое время он испытывал влияние Билла Эванса, позже проявил интерес к музыке Сесила Тейлора.
В 1969 году он собрал The Kamikaze Trio. После 1974 года трио часто появлялось на фестивалях Европы, а в 1979 году на Ньюпортском джазовом фестивале. В то же время начал сотрудничать с Ассоциацией в поддержку творческих музыкантов. Группа была распущена в 1983 году, после чего Ямасита организовал биг-бэнд, соединявший фри-джаз и свинг. В конце 1980-х годов он начал выступать сольно, а также совместно с симфоническим оркестром Осаки. Кроме того, он работал с Максом Роучем, Элвином Джонсом, Биллом Ласвеллом, Малом Уолдроном, Лестером Боуи.

## Дискография
- Clay (Enja, 1974)
- Breathtake (West 54 Records, 1975)
- Banslikana (Enja, 1976)
- Inner Space (Enja, 1977)
- It Don’t Mean A Thing (DIW, 1984)
- Kurdish Dance (Verve 1993)
- Dazzling Days (Verve, 1994)
- Fragments 1999 (Verve, 1999)
- Resonant Memories (Verve, 2000)
- Delightful Contrast (Universal, 2011)